# 楔叶南山藤
楔叶南山藤（学名：Dregea cuneifolia）是夹竹桃科南山藤属的植物，是中国的特有植物。分布在中国大陆的广西等地，生长于海拔720米的地区，一般生长在山地密林中及山坡路旁，目前尚未由人工引种栽培。